# Peter McLane

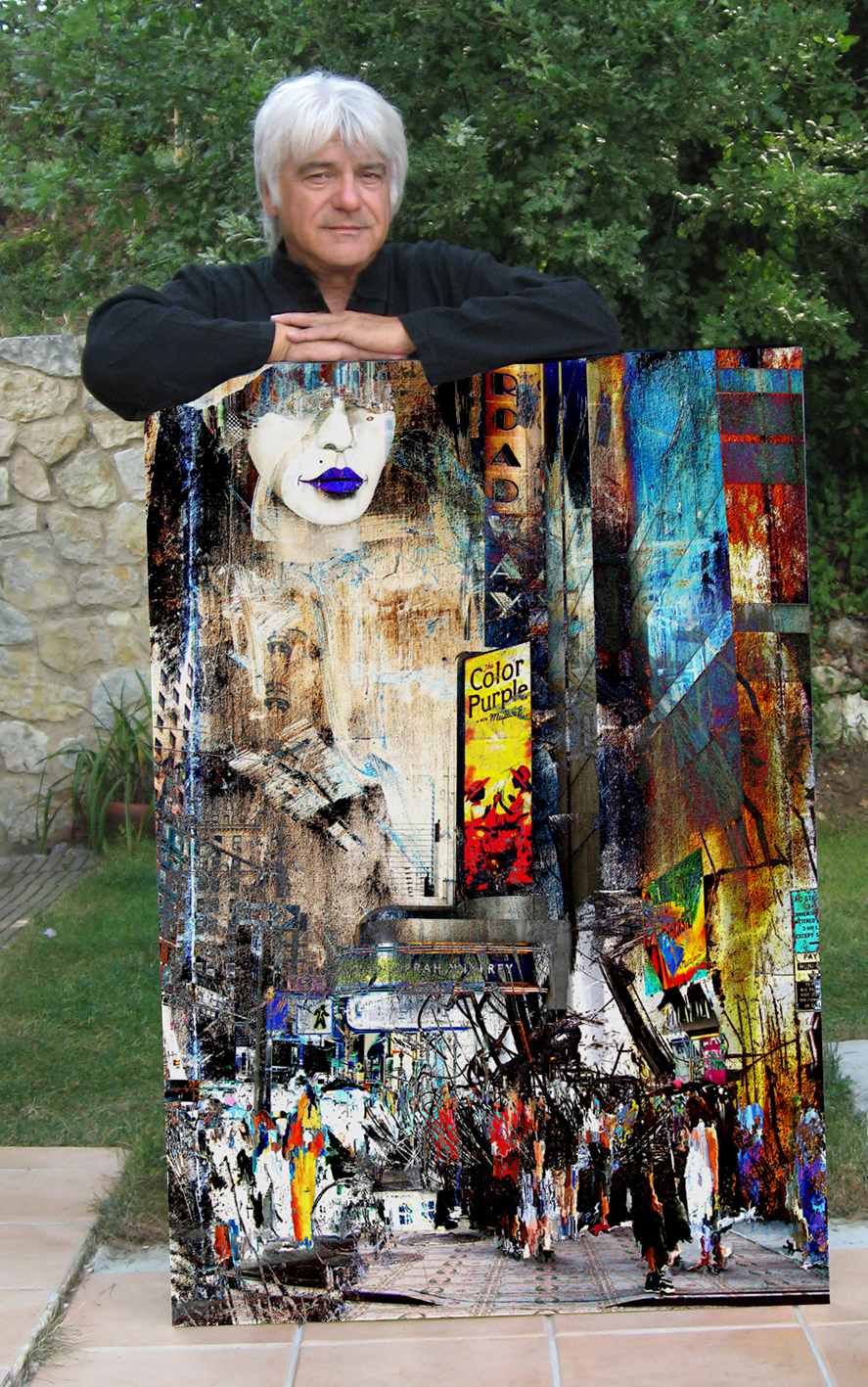
Peter McLane (2008)

Peter McLane (* 1945 in Chamonix-Mont-Blanc, bürgerlich: Vincent Reichenauer) ist ein französischer Künstler der Digitalen Kunst und ehemaliger Sänger.

## Leben und Wirken
In den 1970er und 1980er Jahren war McLane als Sänger bekannt, neben einigen französischsprachigen Tonträgern nahm er als Vertreter von Monaco zusammen mit Anne-Marie Godart 1972 am Grand Prix Eurovision de la Chanson teil. Mit dem Chanson Comme on s’aime („Wie man sich liebt“) erreichte das Duo den drittletzten Platz.
Seit Ende der 1980er Jahre widmet sich McLane der digitalen Kunst. Er fertigt Bilder mit Versatzstücken aus Fotos oder Gemälden und verfremdet diese digital. Ausstellungen hatte er mit seinen Werken in Galerien in der ganzen Welt. Er lebt in Vence.